# Канаи, Хироюки
Хироюки Канаи  (яп. 金井 宏之 Канаи Хироюки, 16 мая 1925, Амагасаки — 26 января 2012, Осака) — японский бизнесмен, филателист и писатель.

## Биография
Канаи родился в семье богатого японского бизнесмена и в возрасте пяти лет начал собирать свою первую коллекцию почтовых марок. В возрасте 13 лет он стал более активно заниматься своим хобби и во время учёбы в университете учредил два клуба филателистов.
Свою первую степень Канаи получил по специальности «инженер» в Университете Нихон, после чего он изучал политэкономию в Университете Васэда.
Затем он работал на заводе по производству текстильного оборудования, основанном одним из его дедов.
Позже Канаи стал президентом ряда компаний, таких как, например, «Канаи Хэви Индастри Ко.» (англ. Kanai Heavy Industry Co.).

## Вклад в филателию
Вначале Канаи собирал генеральную коллекцию почтовых марок, но после Второй Мировой войны он сосредоточился на коллекционировании почтовых марок Японии, Финляндии и британских колоний.
Благодаря своим контактам среди филателистов, Канаи узнал о существовании и со временем приобрёл уникальную коллекцию «розовых» и «голубых Маврикиев» — первых почтовых марок Маврикия. В общей сложности он был владельцем шести из 27 известных экземпляров этих ценных марок, и это была самая крупная коллекция этих почтовых знаков, которой когда-либо владел один человек. В 1971 году он купил за 120 миллионов иен «бордоское письмо» — конверт с розовым однопенсовиком и голубым двухпенсовиком, адресованный в Бордо. В то время это составляло около миллиона долларов США, что, вероятно, в настоящее время равно примерно 6 миллионам долларов. В 1988 году Канаи сначала продал «бордоское письмо», а остальные принадлежавшие Канаи «Маврикии» были проданы Давидом Фельдманом в 1993 году на аукционе в Цюрихе. Данная часть коллекции Канаи, представляющая собой 183 листа классических выпусков Маврикия, занесена в Книгу рекордов Гиннесса как «самая дорогая коллекция почтовых марок».
Канаи получил множество наград и работал в последнее время директором филателистического музея в Кобе.

## Почётные звания и награды
К числу основных наград и почестей, которых был удостоен Канаи, относятся:
- Японская медаль Почёта с голубой лентой.
- Медаль Лихтенштейна (1991)[14].
- Внесение в «Список выдающихся филателистов» (1993).

## Избранные труды
- Mauritius no kitte: 1847—59 (モーリシャスの切手:1847—59). — Ōsaka: Gaikoku Kitte Kenkyūkai (Ausländische-Briefmarken-Forschungsgesellschaft), 1976. (яп.)
- Hōsun no miryoku (方寸の魅力). — Ōsaka: Sōgensha, 1980. (яп.)
- Classic Mauritius: The Locally Printed Postage Stamps, 1847—59. — London: Stanley Gibbons, 1981. — ISBN 0-85259-251-5. (англ.) [Иллюстрированный труд о знаменитой коллекции Маврикия автора, включая фотографии реконструированных печатных пластин, почтовые штемпели и историю почты.]
- Hōsun itto (方寸一途). — Ōsaka: Yūshu Bunka Center (Philatelie-Kulturzentrum), 1991. (яп.)